# Rolf Grünther
Rolf Grünther (* 11. Februar 1951 in Neuss) ist ein ehemaliger deutscher Fußballspieler und Fußballtrainer.

## Karriere als Spieler
Er wurde beim Regionalligisten VfR Neuss für den Profifußball entdeckt und wechselte 1972 gemeinsam mit Hans-Werner Moors zu Preußen Münster. Als Abwehrspieler war er von 1972 bis 1985 in der Fußball-Bundesliga und der 2. Fußball-Bundesliga für Alemannia Aachen, Preußen Münster und TSV 1860 München aktiv. Rolf Grünther absolvierte insgesamt 66 Bundesliga-Spiele (1 Tor) für den TSV 1860 München und 278 Partien in der 2. Bundesliga, in denen er 22 Treffer erzielte. Davon bestritt er 187 Spiele für Preußen Münster, in denen er 17 Tore schoss und 91 Spiele für Alemannia Aachen (5 Tore). In der Saison 1984/1985 kam er nur noch in acht Spielen zum Einsatz. Danach beendete er seine aktive Spielerlaufbahn.

## Karriere als Trainer
Am 23. Februar 1984 wurde Grünther Co-Trainer von Alemannia Aachen, was er bis zum 30. Juni 1985 blieb. Danach ging er zum VfL Osnabrück, um die A-Jugend zu trainieren. Er erhielt aber aufgrund des Rücktritts von Erhard Ahmann aufgrund eines Herzinfarkts im August 1985 einen Vertrag als Cheftrainer. Unter dem Trainer Grünther gehörte der VfL zu den Spitzenvereinen der 2. Bundesliga.
Wegen einer Entgleisung – er schlug im Kabinengang nach einem 1:2 gegen Eintracht Braunschweig den Eintracht-Spieler Manfred Tripbacher zu Boden, der nach einem Foul an dem Osnabrücker Spieler Ulf Metschies nur die gelbe Karte erhielt – wurde er durch das DFB-Sportgericht für drei Monate gesperrt. Nach einer 0:2-Pokalniederlage gegen den FSV Salmrohr wurde Grünther am 29. August 1987 als Trainer beurlaubt. Er übernahm danach am 15. November 1987 das Training von Arminia Hannover, wo er bis zum 9. April 1989 als Trainer tätig war. Für die Saison 1989/1990 wurde er als Nachfolger von Peter Neururer als Coach von Alemannia Aachen verpflichtet. Da Neururer aber bereits während der Saison 1988/1989 zum FC Schalke 04 wechselte, übernahm er 1989 bereits während der Saison das Amt des Cheftrainers der Fußballmannschaft von Alemannia Aachen. Er erreichte den 6. Tabellenplatz in der 2. Bundesliga. Nach einem schlechten Saisonstart wurde Grünther nach einer 0:1-Niederlage degen den SC Freiburg am 7. Spieltag der Saison 1989/1990 am 30. Oktober 1989 als Trainer der Alemannia entlassen und von Mustafa Denizli abgelöst. Nach einem Engagement bei Viktoria Aschaffenburg wurde er am 23. Oktober 1990 als Nachfolger von Roland Koch wieder Trainer des VfL Osnabrück. Er wurde aber bereits am 20. August 1991 durch Ulrich Sude abgelöst.

## Statistik
- 1. Bundesliga 66 Spiele; TSV 1860 München
- 2. Bundesliga
  - 187 Spiele; Preußen Münster (2. Bundesliga Nord)
  - 91 Spiele; Alemannia Aachen

## Quelle
- Jürgen Bitter: Lila-weiß. Die Fußball-Geschichte des VfL Osnabrück. Selbstverlag, Osnabrück 1991, S. 68.